# Геноцид таино
Геноцид таино — уничтожение коренного народа таино испанцами во время колонизации Карибского бассейна в XVI веке. Численность населения таино до прибытия испанцев на остров Гаити в 1492 году (который Христофор Колумб окрестил как Эспаньола) оценивается в 10 000—1 000 000 человек. После того как в 1504 году последний вождь таино был низложен, испанцы обратили этот народ в рабство, подвергли его массовым убийствам и другим видам жестокого обращения. К 1514 году численность населения таино сократилась до 32 000 человек, к 1565 году их число составляло 200 человек, а к 1802 году испанские колониальные власти объявили их вымершими. Однако потомки таино продолжают жить и поныне, и их исчезновение из колониальных записей можно считать попыткой испанцев исказить историю, стерев из неё народ таино.

## История
Народ таино был потомками народа араваков, которые прибыли в Карибский бассейн примерно за 4000 лет до завоевания испанцами. Они жили на Багамских островах, Больших и Малых Антильских островах. Христофор Колумб искал золото, однако, не найдя его, сосредоточился на рабстве. По прибытии на остров между экипажем «Санта-Марии» и таино произошло столкновение после того, как испанцы совершили сексуальное насилие над женщинами-таино. В 1503 году большинство касиков таино были захвачены и сожжены заживо во время резни в Харагуа. Священник Бартоломе де лас Касас писал, что во время этой резни испанцы также нападали на других жителей, отрезая ноги детям, когда они пытались бежать.
По данным историка Сэмюэля М. Уилсона в течение нескольких месяцев после резни в Харагуа Николас де Овандо продолжал кампанию преследования таино, пока их численность не стала совсем незначительной. Таино подвергались физическому насилию на золотых приисках и плантациях сахарного тростника, а также религиозным преследованиям во время испанской инквизиции. Кроме того, они страдали от болезней, завезённых колонизаторами. Часть таино захватывали и отправляли в Испанию для продажи в качестве рабов, что приводило к многочисленным смертям из-за плохих условий содержания людей во время их переправки в Европу.
За 30 лет от 80 % до 90 % населения таино погибло. Из-за увеличения численности населения (испанцев) на острове возрос спрос на продукты питания. Методы земледелия таино заменялись на испанские. Некоторые таино отказывались сажать и собирать урожай. В 1495 и 1496 годах запасы продовольствия настолько истощились, что около 50 000 человек умерло от голода. Некоторые историки объясняют стремительное исчезновение таино больше вспышками инфекционных заболеваний, чем войнами или прямыми нападениями на них. К 1507 году численность таино сократилась до 60 000 человек. Учёные полагают, что пандемии (оспа, грипп, корь и тиф) были основной причиной сокращения численности коренного населения.

## Академический дискурс
Учёные, такие как историк Андрес Ресендес из Калифорнийского университета в Дейвисе, утверждают, что одними лишь болезнями нельзя объяснить вымирание коренного населения Гаити. В то время как численность населения Европы восстановилась после её разрушительного сокращения, связанного с Чёрной смертью, у коренных народов Карибского бассейна такого восстановления не произошло. Он приходит к выводу, что, хотя испанцы знали о смертельных болезнях, таких как оспа, в Новом Свете о них не упоминается до 1519 года, что, возможно, означает, что они не распространялись так быстро, как изначально предполагалось, и что, в отличие от европейцев, коренное население в огромных масштабах подвергалось порабощению, эксплуатации и принудительному труду на золотых и серебряных рудниках. Резендес утверждает, что «рабство стало главным убийцей» коренных народов Карибского бассейна. Антрополог Джейсон Хикель подсчитал, что смертоносный принудительный труд на этих шахтах уносил жизни трети коренных жителей каждые полгода.
Американский Йельский университет классифицировал зверства, совершённые Испанской империей против таино, как «геноцид», а также включил геноцид таино в свою Программу изучения геноцида.
Автор термина «геноцид» Рафаэль Лемкин считал, что жестокое обращение испанцев с коренным населением Америки представлял собой культурный и даже откровенный геноцид, включая злоупотребления, связанные с системой энкомьенда. Историк из Гавайского университета Дэвид Стэннард описывает энкомьенду как геноцидную систему, которая «привела многие миллионы представителей коренных народов Центральной и Южной Америки к ранней и мучительной смерти». Учёные Бриджит Конли и Алекс де Ваал также считали, что использование конкистадорами голода в качестве оружия против таино было важным фактором, способствовавшим геноциду, а историк Харальд Э. Браун выделяет резню в Харагуа в 1503 году как эпизод геноцидного массового убийства.